# کرگ
شرکت کُرگ (انگلیسی: Korg) یک شرکت چندملیتی ژاپنی است، که آلات موسیقی الکترونیک، پردازنده‌های صدا و پدال‌های گیتار، تجهیزات ضبط، و تیونرهای الکترونیکی تولید می‌کند. این شرکت، زیر نشان تجاری وُکس، به‌تولید گیتار الکتریک و آمپلی‌فایرهای گیتار نیز می‌پردازد.

## نگارخانه

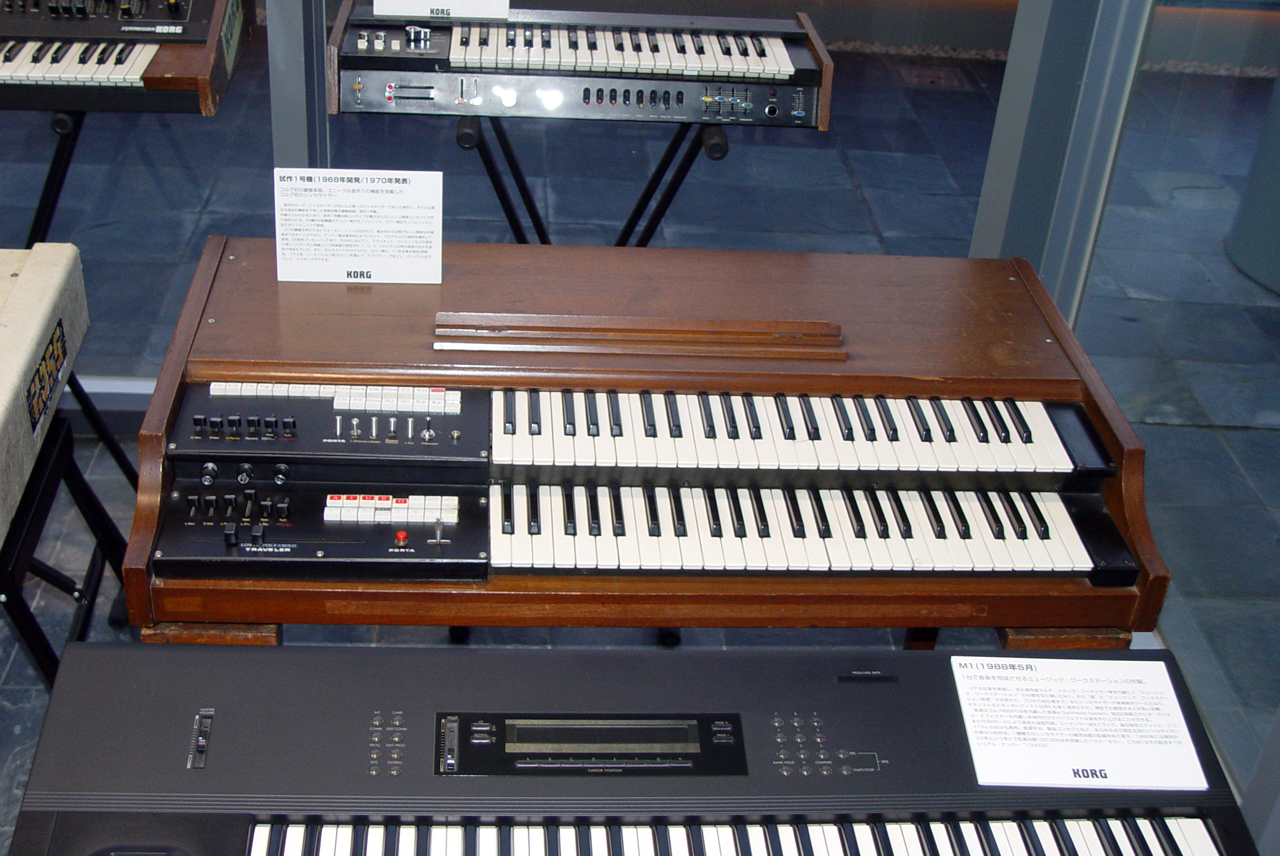
۱۹۷۰
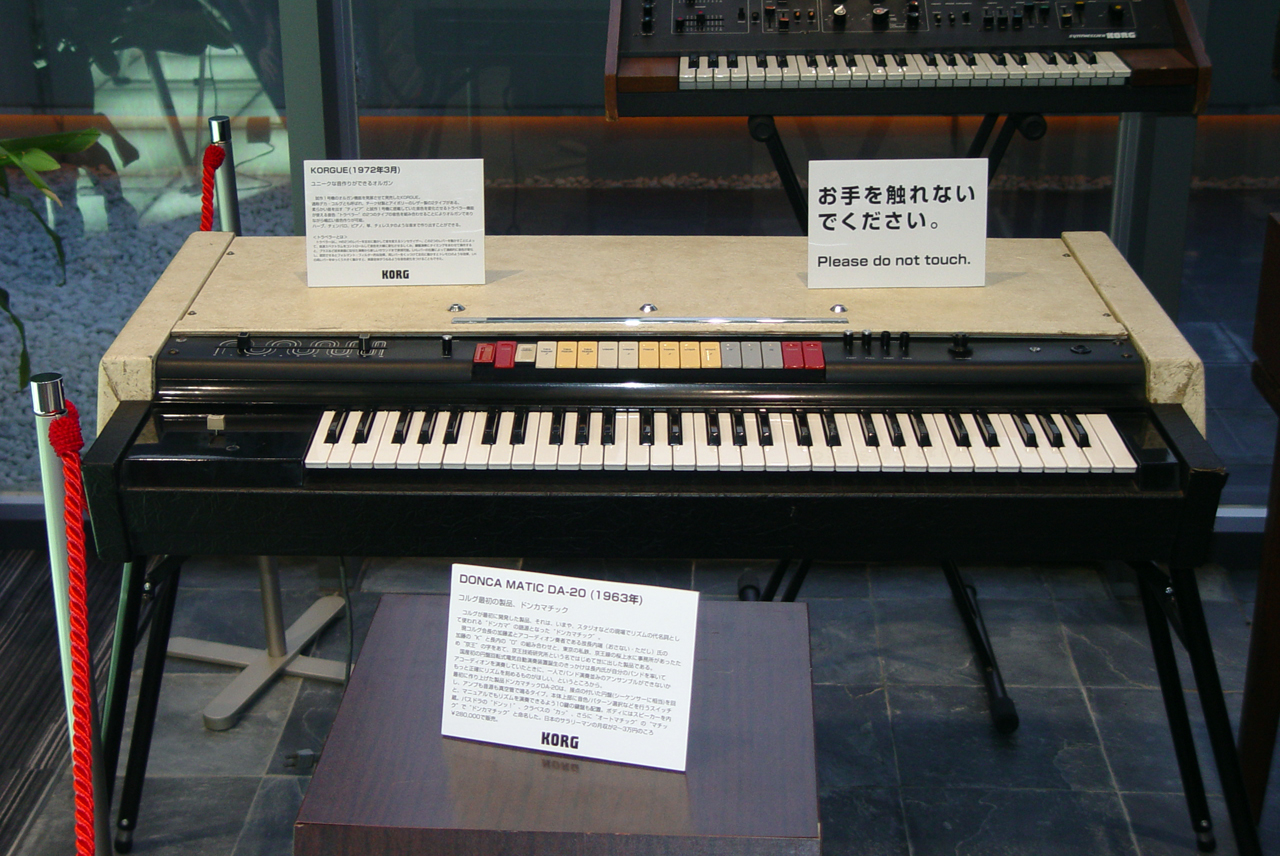
۱۹۷۲
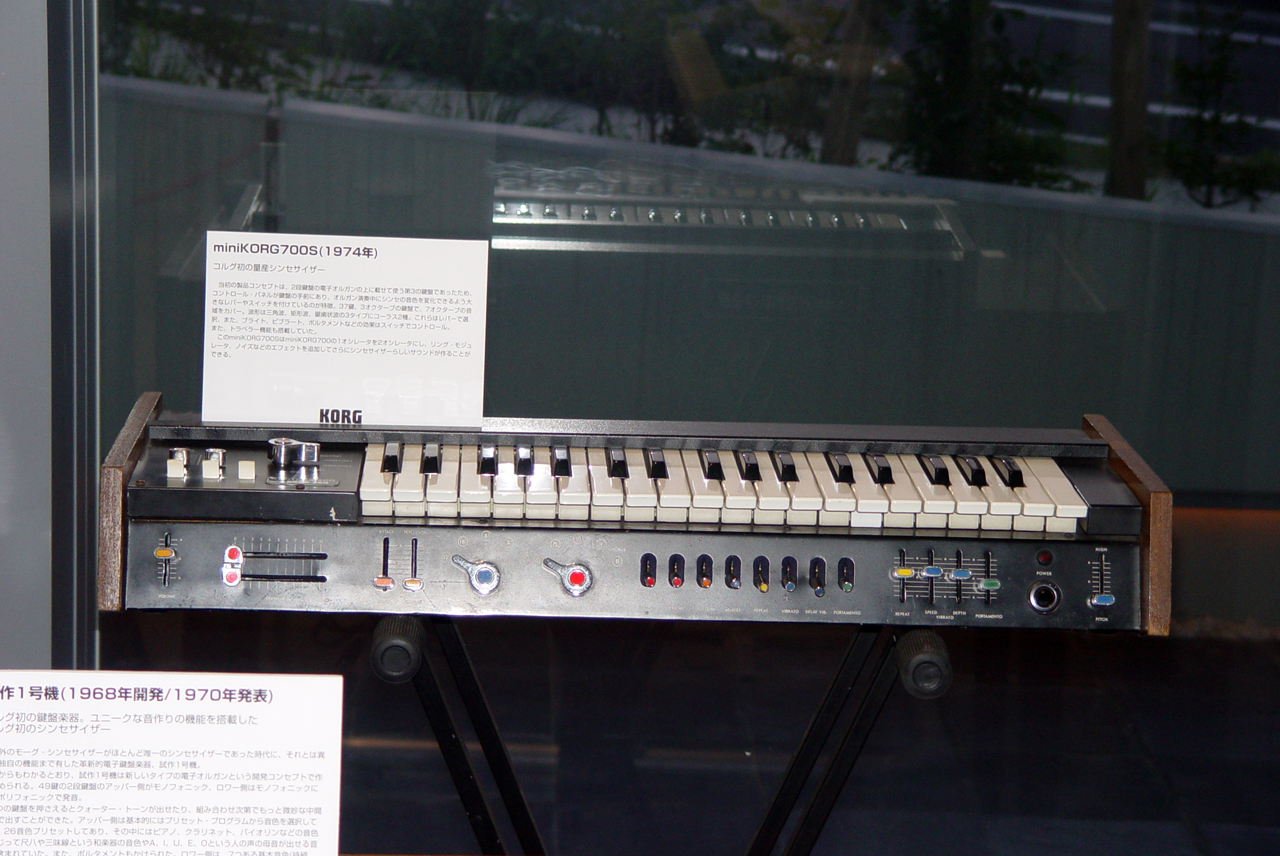
۱۹۷۴
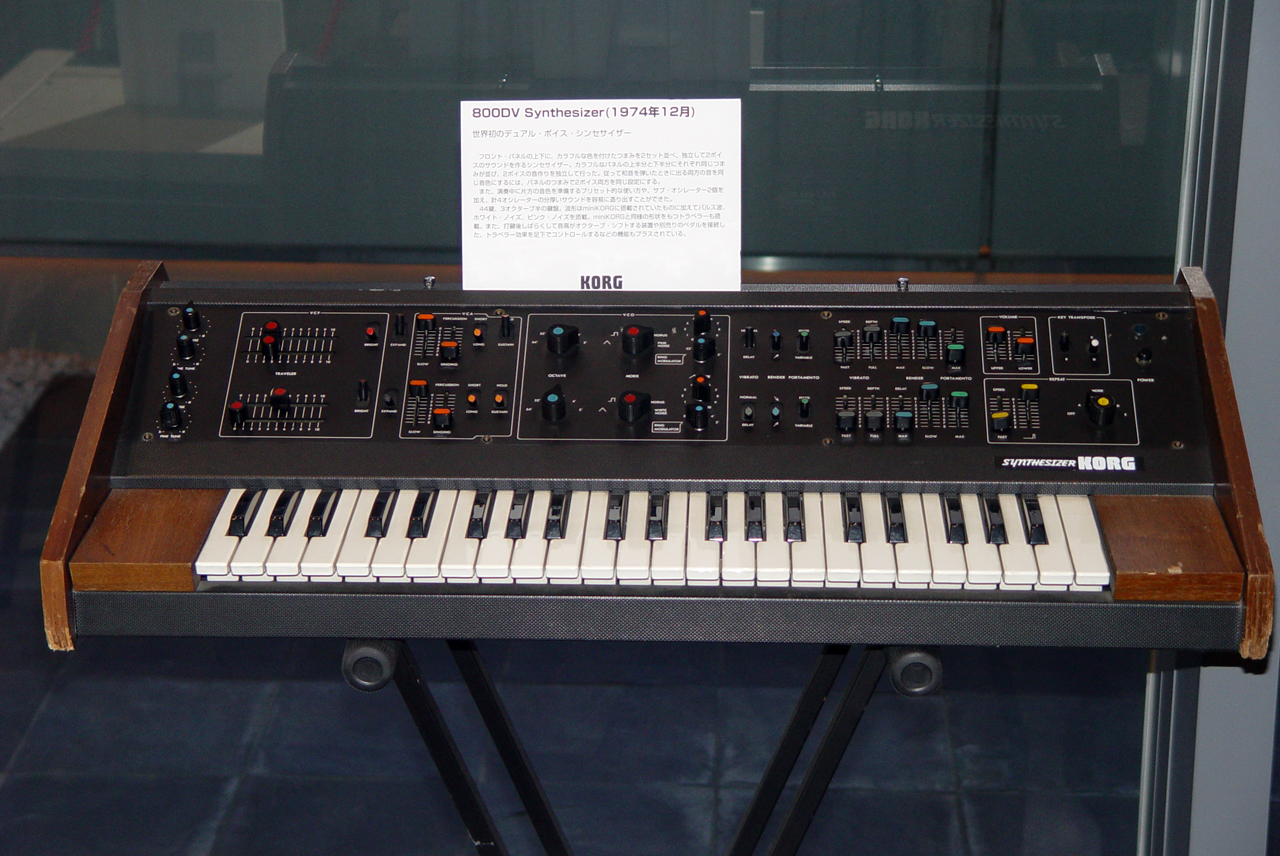
۱۹۷۴
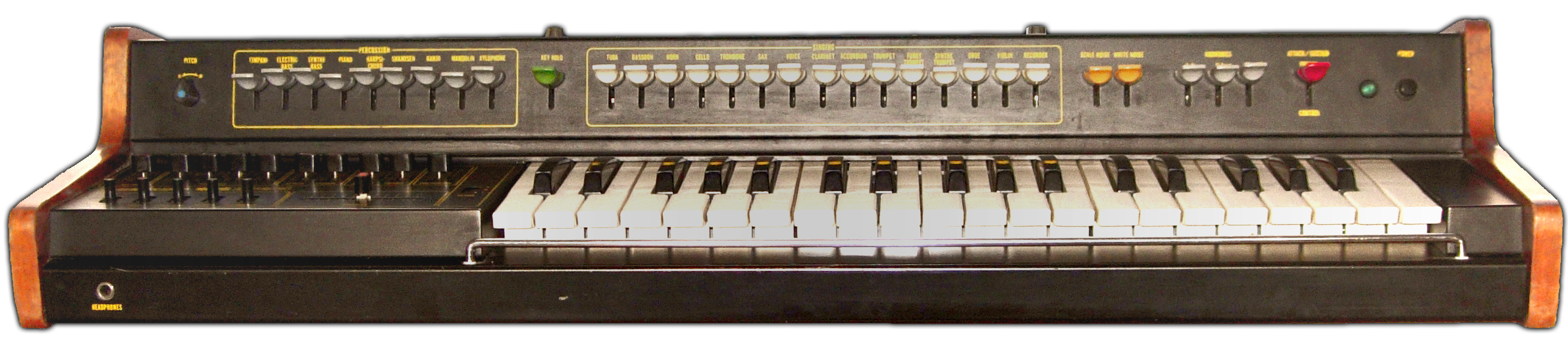
۱۹۷۵
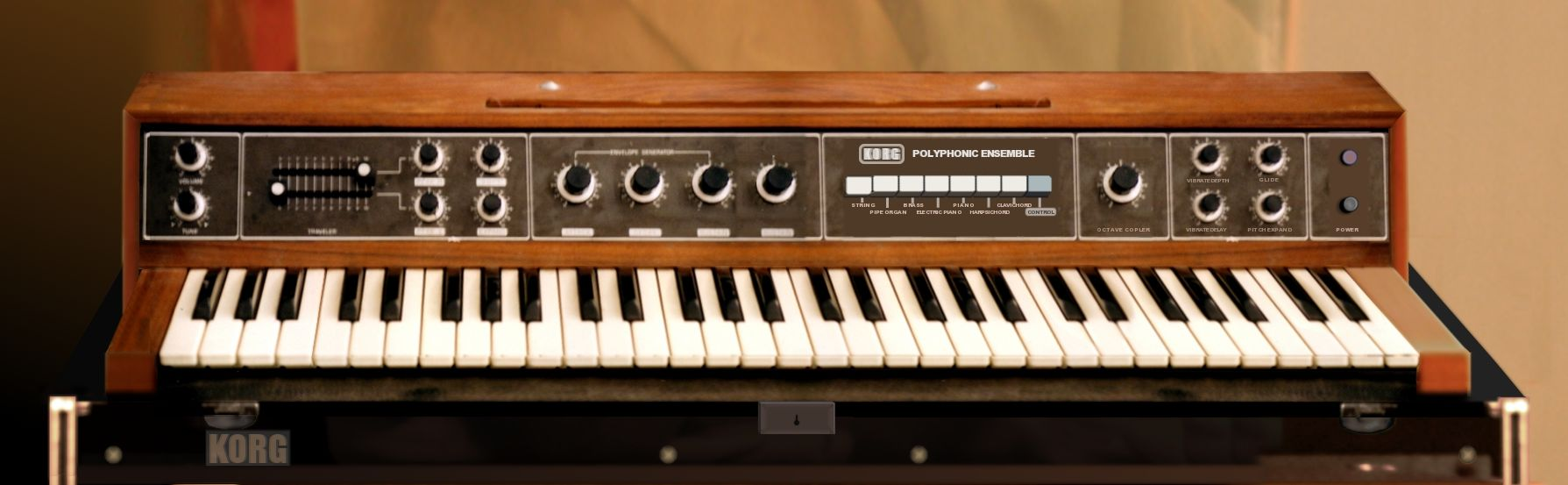
۱۹۷۶
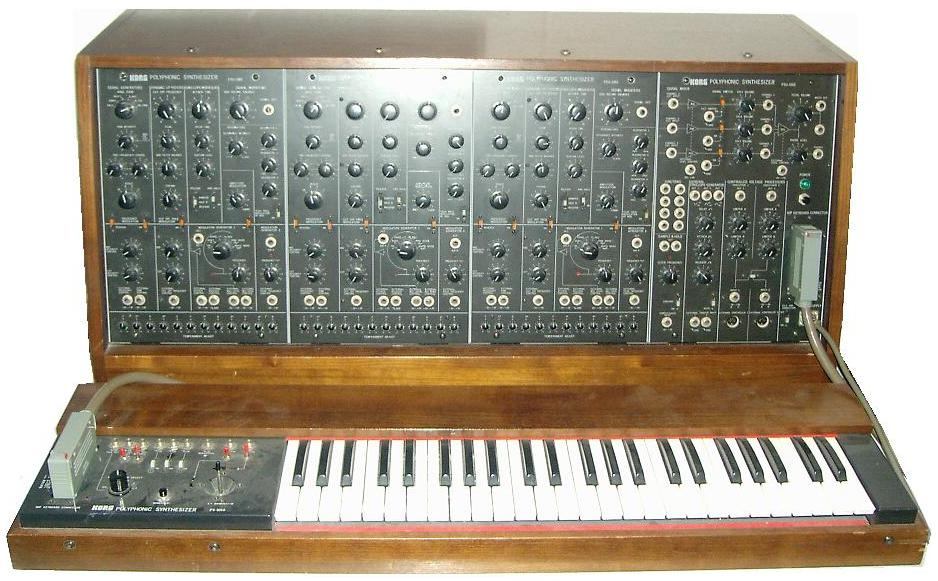
۱۹۷۷
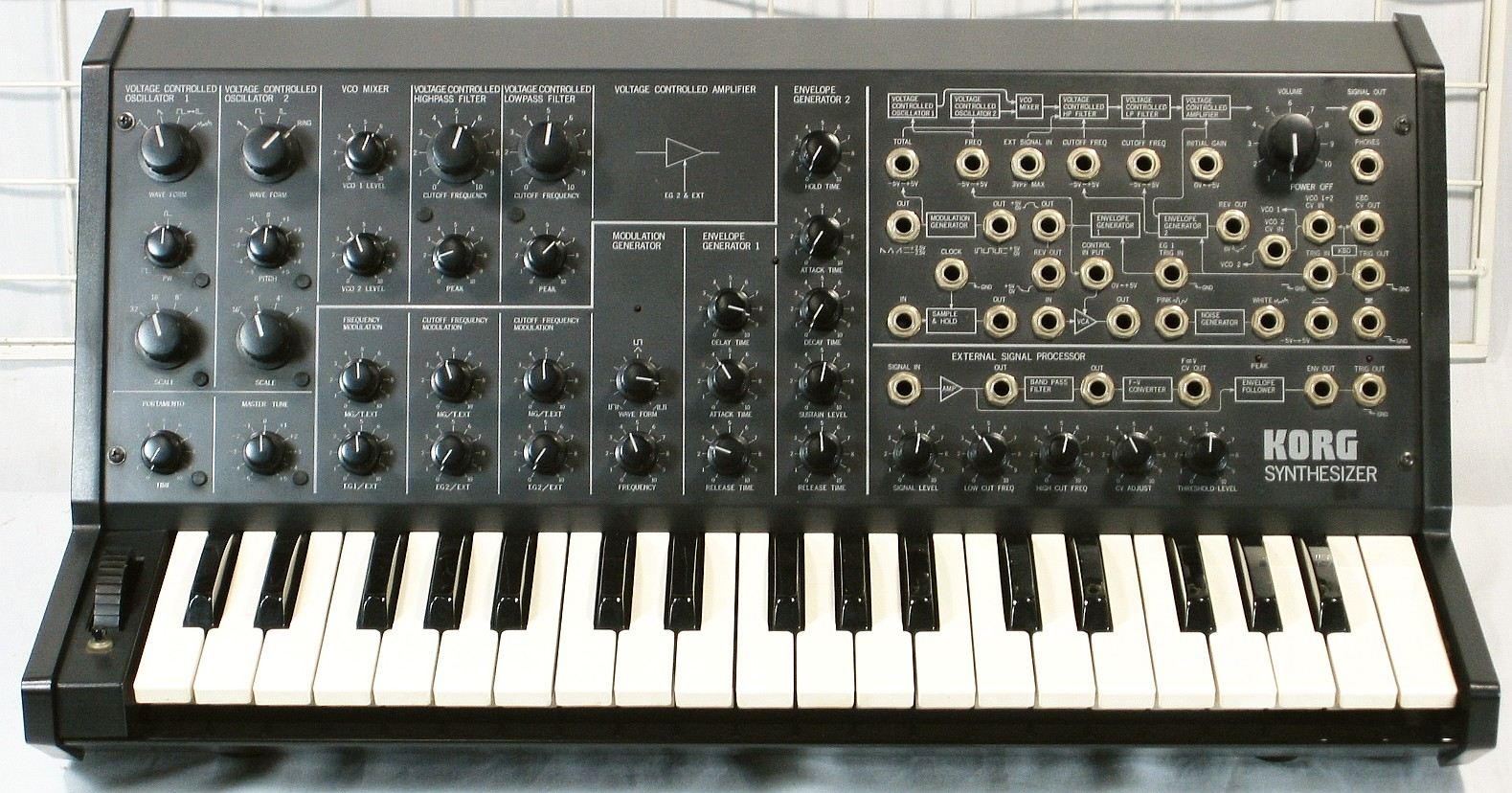
۱۹۷۸
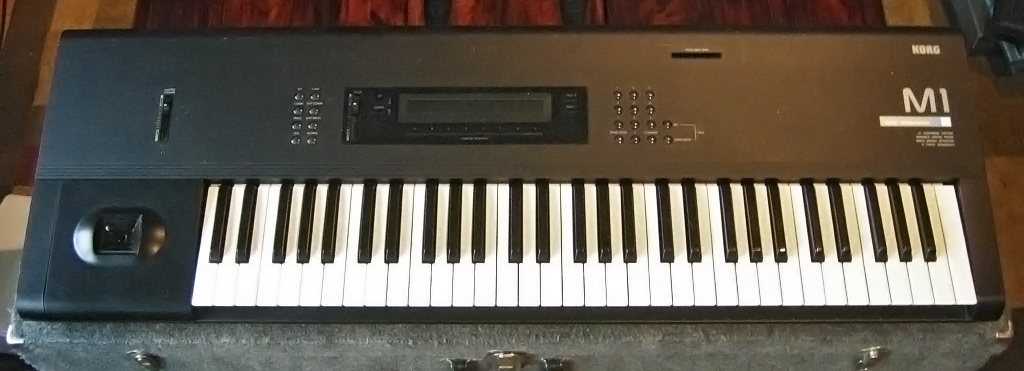
۱۹۸۸
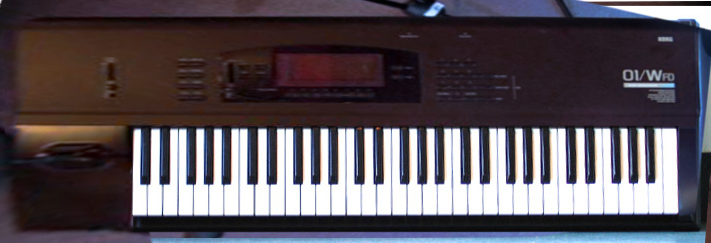
KORG 01/WFD      1991
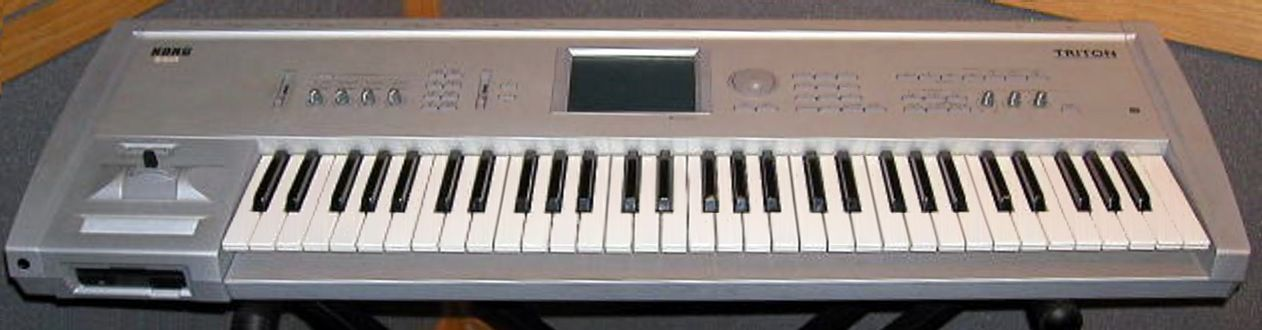
۱۹۹۹-۲۰۰۴
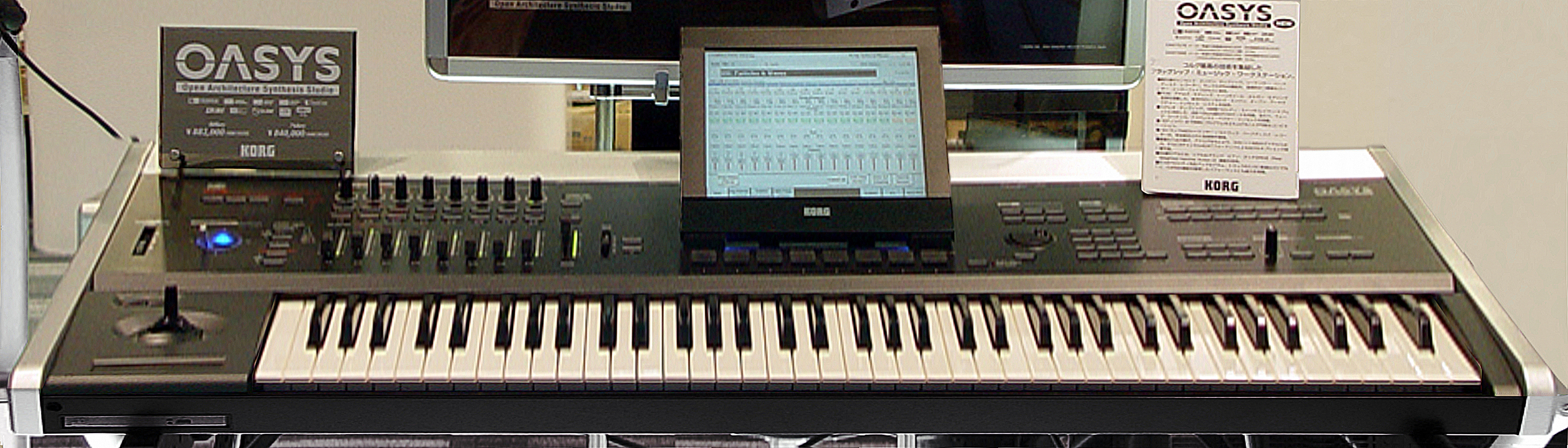
۲۰۰۵
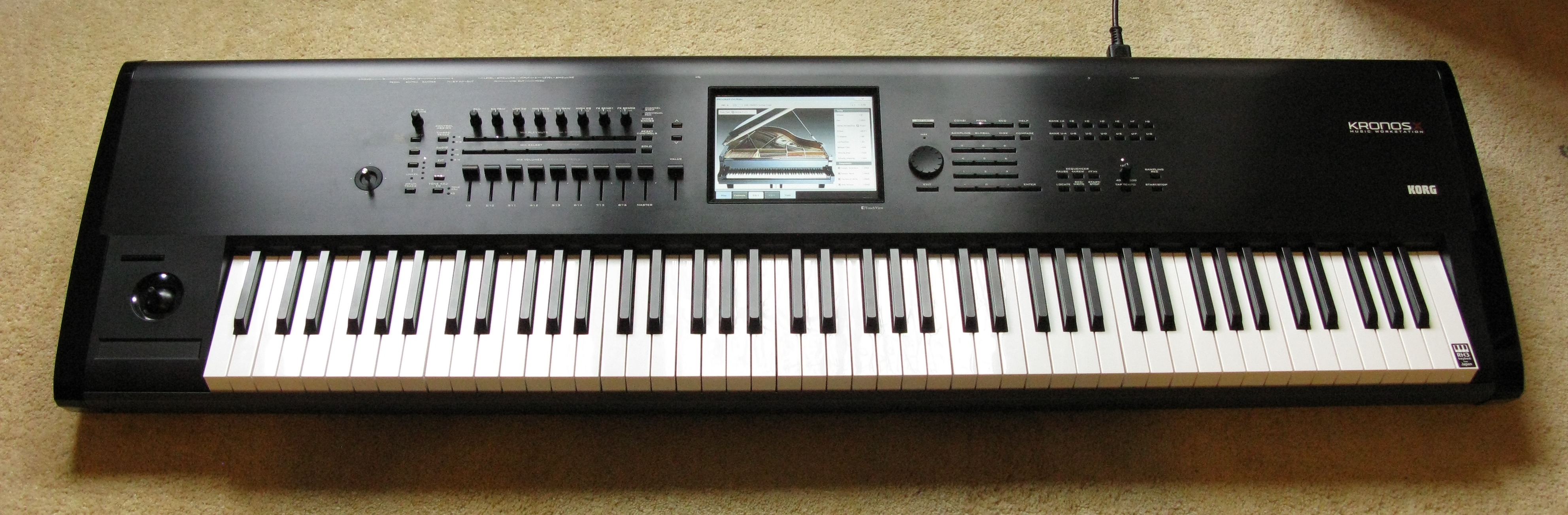
۲۰۱۲
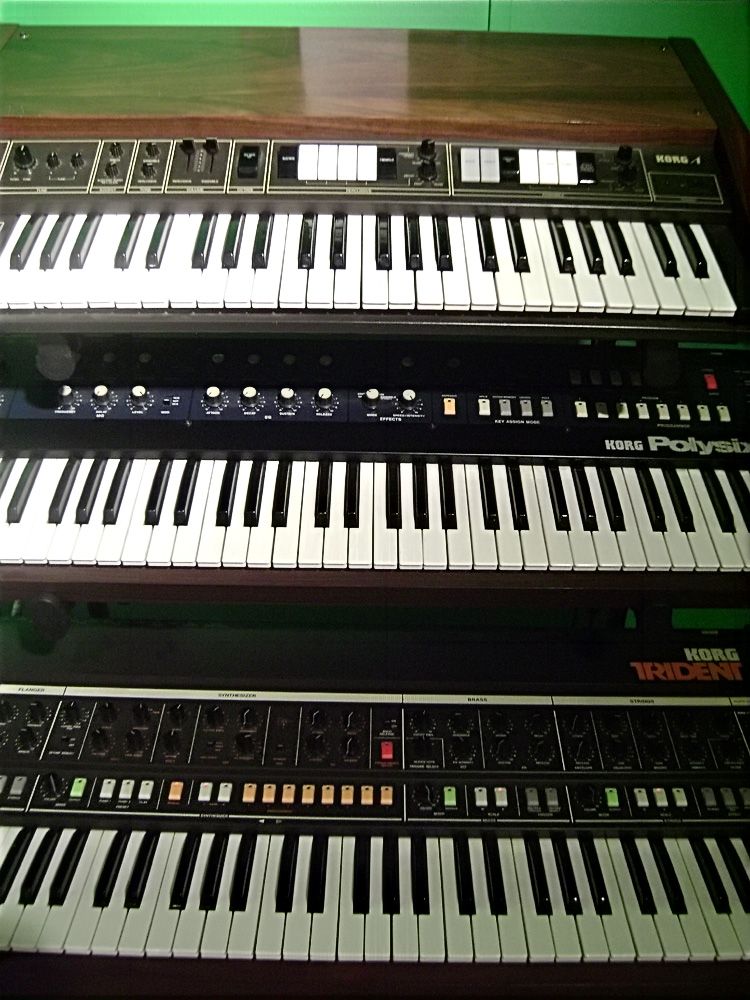